# 瑞士机车和机器制造厂

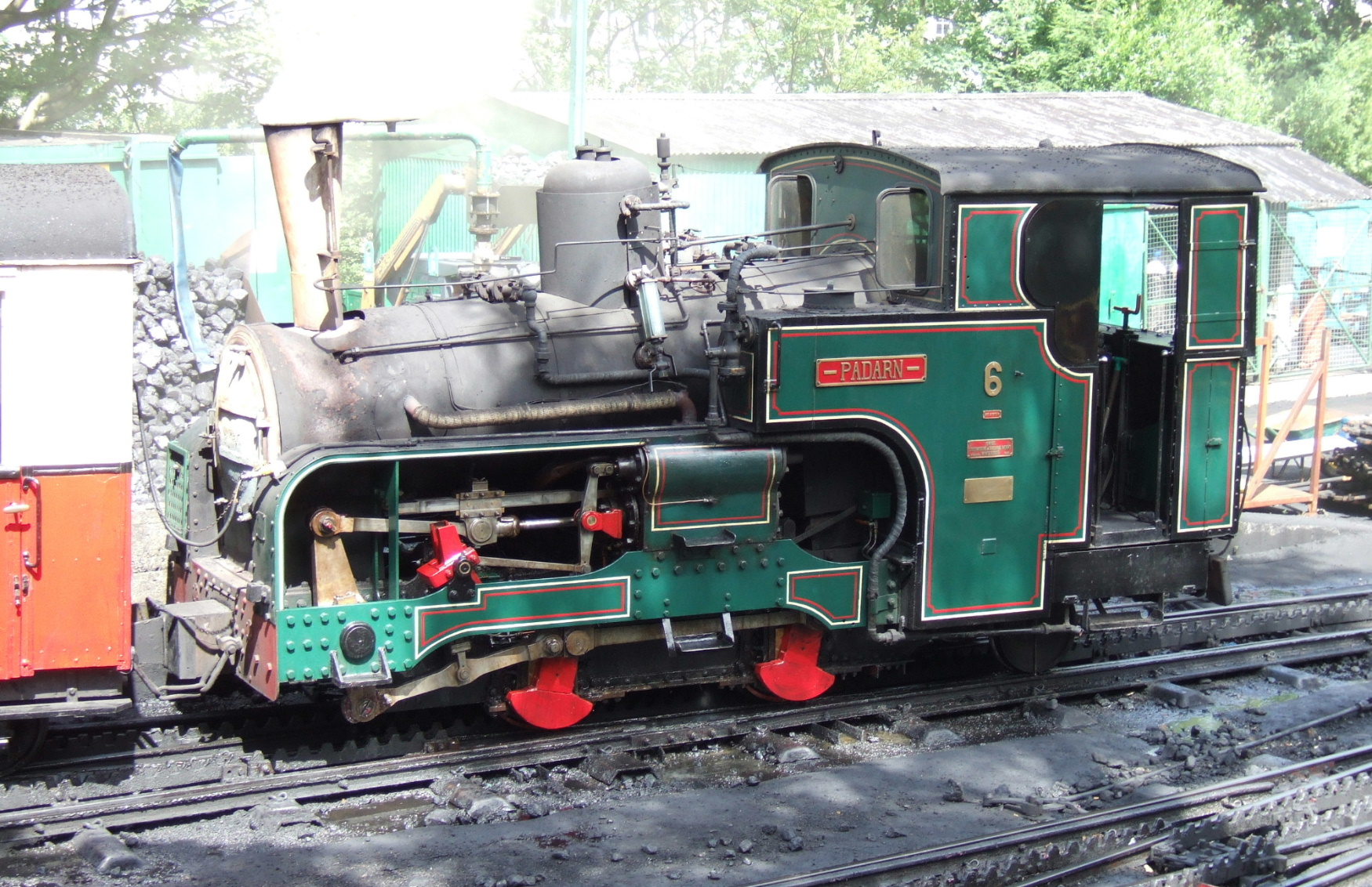
1922年生产的SLM 0-4-2T 2838机车

瑞士机车和机器制造厂（英語：Swiss Locomotive and Machine Works，简称SLM）是瑞士历史上一家铁路机车车辆制造商，总部位于瑞士苏黎世州温特图尔，SLM始创于1871年，除了设计制造各种蒸汽机车、内燃机车、电力机车，同时也是著名的登山齒軌鐵路的机车车辆供应商。至1992年，SLM公司又重新投入到先进蒸汽机车的研究。
1998年，SLM旗下的齿轨铁路部门出售予瑞士施泰德铁路公司（Stadler Rail）；机车车辆部门被Adtranz收购；余下业务更名为Sulzer-Winpro AG。2001年，通过管理层收购项目，公司又更名为Winpro AG。2000年，公司的先进蒸汽技术部门被瑞士蒸汽机车制造商DLM AG收购。2001年10月，测量仪表部门也被瑞士铁路技术公司PROSE AG收购。2005年9月，Winpro AG被施泰德铁路公司整体收购，SLM公司正式走进历史。

## 参看
- 苏尔寿公司
- 勃朗-包维利股份公司